# NASA Earth Observatory

Logo des NASA Earth Observatory

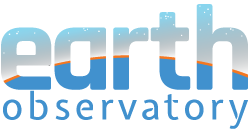
Weiteres Logo mit Schriftzug

Das NASA Earth Observatory (EO) ist ein Online-Publikationsdienst der NASA. Er ist Teil des EOS Project Science Office (EOSPSO) am Goddard Space Flight Center. Der Dienst begann am 29. April 1999 der Öffentlichkeit Bilder und zugehörige wissenschaftliche Hintergründe aus Forschungsprojekten der NASA frei zugänglich zu machen, insbesondere Erdbeobachtungen zu den Bereichen Umwelt, Erdsysteme und Klima aus Fernerkundungsmissionen.
Stand 2019 hatte der Newsletter des Earth Observatory rund 65.000 Abonnenten. In den sozialen Medien folgten im selben Jahr rund zehn Millionen Menschen dem Earth Observatory und NASA Earth Science auf Facebook, weitere 1,3 Millionen auf Twitter und 500.000 auf Instagram. Im Februar 2025 waren es 3,7 Millionen auf X (ehemals Twitter) und 1,8 Millionen auf Instagram.

## Auszeichnungen
Auswahl:
- 1999: Best of Show, Society for Technical Communication (STC) in der Kategorie Reference Material[5]
- 2001, 2014: Group Achievement Award, NASA
- 2002: Sci/Tech Web Awards, Scientific American – als eine von fünf Websites in der Kategorie Earth & Environment[6][7]
- 2002, 2003, 2008: People's Voice Winner, Webby Awards[8][9][10]
- 2003: Webby Winner, Webby Awards[9]